# Боттичино
Боттичино (итал. Botticino, ломб. Butizì) — коммуна в Италии, в провинции Брешиа области Ломбардия.
Население составляет 10575 человек (2008 г.), плотность населения составляет 588 чел./км². Занимает площадь 18 км². Почтовый индекс — 25080, 25082. Телефонный код — 030.
Покровителями коммуны почитаются свв. Фаустин и Иовита в Botticino Mattina, св. апостол Варфоломей в san Gallo. В Botticino Sera 15 августа особо празднуется Успение Пресвятой Богородицы.

## Демография
Динамика населения:

## Администрация коммуны
- Официальный сайт: http://www.comune.botticino.bs.it/